# Jaroslav Bartoš (sochař)
Jaroslav Bartoš (23. dubna 1926 Nový Bydžov – 11. června 2010 Praha) byl český sochař, malíř, grafik a pedagog.

## Život
Jaroslav Bartoš se narodil 23. dubna 1926 v Novém Bydžově. Po absolvování Průmyslové školy sochařské a kamenické v Hořicích, studoval v letech 1946 až 1961 v ateliéru sochařství profesora Karla Pokorného na Akademii výtvarných umění v Praze. Školní rok 1947 – 1948 strávil na Akademiji likovnih umjetnosti (Akademie výtvarného umění) v Záhřebu.
V šedesátých letech 20. století působil jako středoškolský profesor na Střední uměleckoprůmyslové škole na Žižkově a koncem desetiletí učil také na střední Výtvarné škole Václava Hollara. Ve spolupráci s architekty se věnoval zakázkám do veřejného prostoru, ale také vlastní tvůrčí práci.
V letech 1959 až 1962 psal příspěvky, nikoli recenze, o výstavách do časopisu Pochodeň, vydávaném v Hradci Králové. V šedesátých letech přispíval kresbami do časopis Plamen.
Patřil mezi kmenové členy Tvůrčí skupiny Radar. Na její první výstavě vystavoval v roce 1961 plastiky „Markéta“ a „Olga“. Kolektivních výstav této skupiny se účastnil prezentací svých komorních plastik pravidelně až do roku 1971. Počátkem sedmdesátých let se soustavněji věnoval malbě, která ke konci osmdesátých let již v jeho tvorbě převládla nad sochařskými pracemi.
Patřil mezi spoluzakladatele tvůrčí skupiny Tolerance 95. V devadesátých letech 20. století spolupracoval s galerií v Londýně (výstavy: 1994, 1996 – Galerie Zebra One) a předními galeriemi v České republice. Jeho dílo je zastoupeno ve sbírkách Národní galerie Praha, Galerie hlavního města Prahy, oblastních galeriích v Čechách, také v evropských a mimoevropských galeriích i v soukromých sbírkách. Žil a tvořil v Praze.

## Tvorba

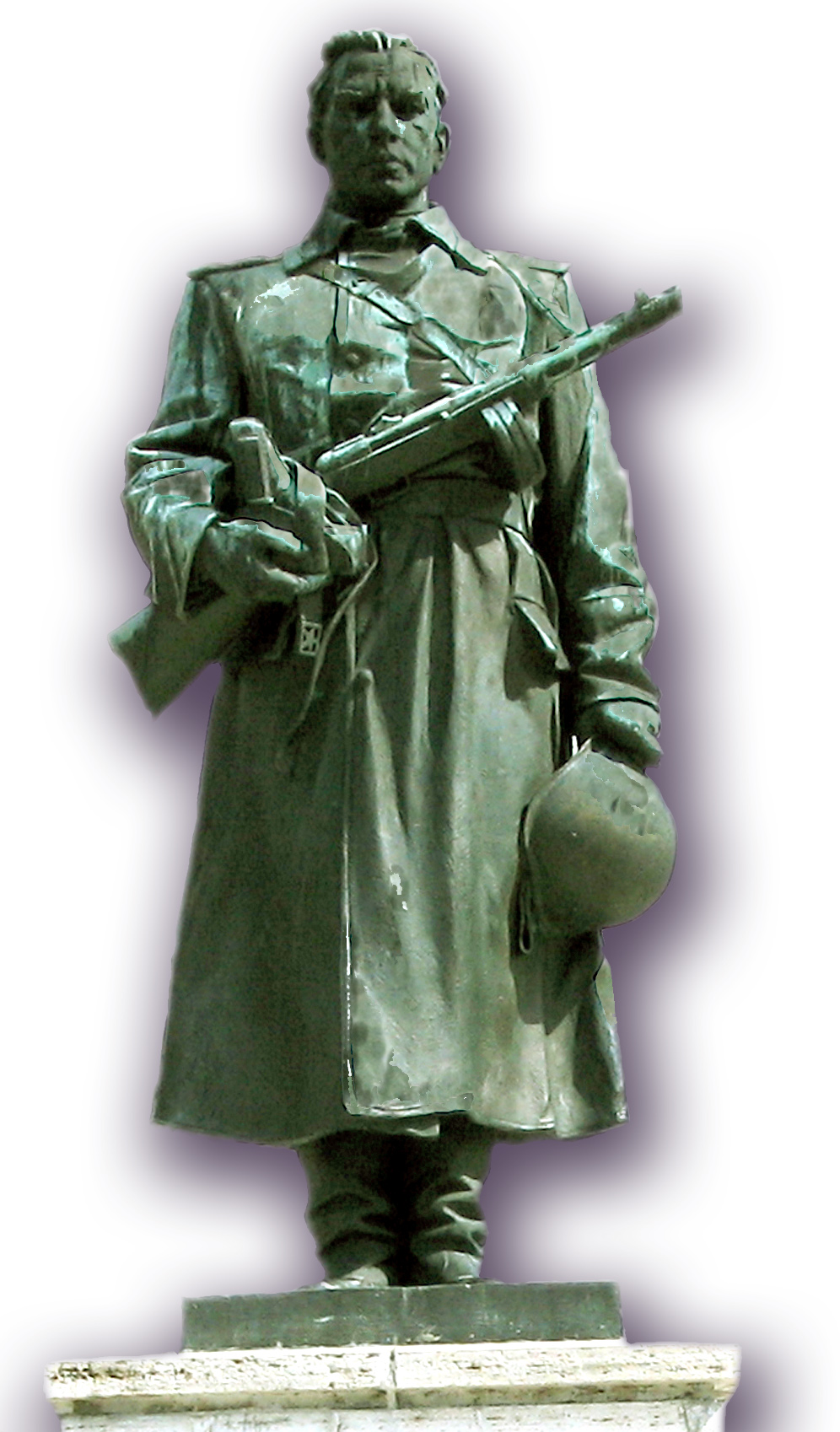
Jan Hána a Jaroslav Bartoš Pieta, Svidník

Po absolutoriu na Akademii výtvarných umění byl Jaroslav Bartoš jako sochař ovlivněn monumentální tvorbou ateliéru profesora Pokorného. Ten zastával v padesátých letech 20. století funkci předsedy Svazu československých výtvarných umělců a podporoval realismus aktuální politické ideologie. Bartoš, kterému byla blízká levicová orientace, se stal záhy členem Svazu československých výtvarných umělců a jeho tvorba byla pravidelně prezentována na oficiálních výstavách.
Na výstavě Deset let Československé lidově demokratické republiky ve výtvarném umění z přelomu roku 1955 – 1956, konané na Slovanském ostrově v Praze představil sádrový model pro památník Sovětské armády ve Svidníku nazvaný „Čest padlým“ a vstupní reliéf pro stejný památník, s názvem „Slovenské národní povstání“. V roce 1961 na výstavě Výtvarní umělci ke 40. výročí založení KSČ v Praze vystavil sádrovou plastiku „Dělnická třída vítězí“. Mezi další výstavy, kde prezentoval své práce, lze jmenovat například výstavy „Výtvarní umělci k XII. sjezdu KSČ“ (Praha, 1962), nebo „Výtvarní umělci k 20. výročí osvobození“ (Dům kultury, Bratislava, 1965) a další.

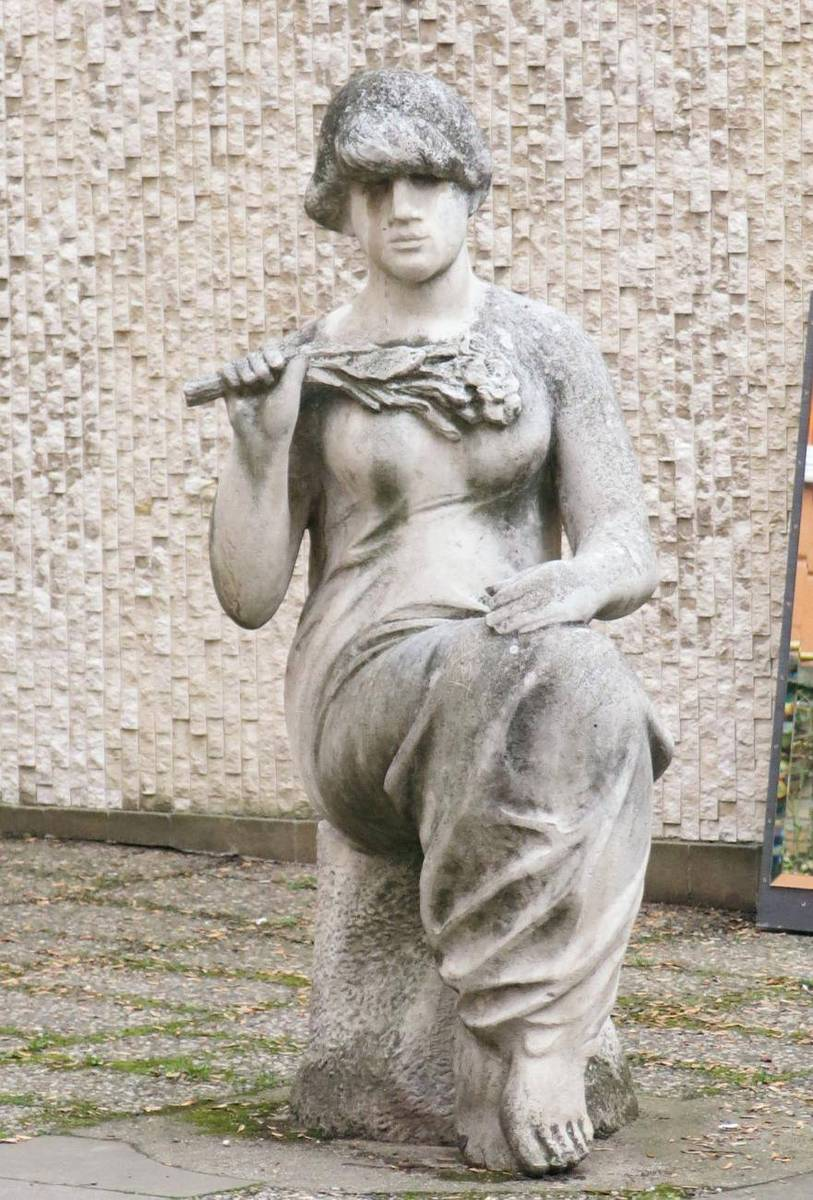
Poesie – socha dívky (Praha, Žižkov, 1982)

Kladné přijetí jeho prací mu získalo zakázky do veřejných prostor. Během padesátých až osmdesátých let realizoval řadu monumentálních děl, například sochy horníků, kováků nebo pracujících žen, které byly umístěny například v Praze-Kobylisích, na Žižkově, Jižním městě nebo na Slovensku ve Svidníku a Banské Bystrici. Ve svých sochařských dílech vycházel z principů realismu, ale často modeloval velké zaoblené objemy mohutněji stylizované, připomínající díla Artistida Maillola. Část sochařské tvorby, která oslavovala lidskou práci, stylizoval do „hrubších objemů“. Shodné rysy lze nalézt v díle Svatavy Hajerové, Jana Hány, Karla Kolumka nebo Vendelína Zdrůbeckého.
V roce 1962 vystavoval v rámci prezentace komorní československé plastiky v Holandsku, v roce 1963 v NDR a v roce 1969 v Itálii. Účastnil se také zahraničních výstav skupiny Radar na Kubě a v Egyptě.
Komorní plastice a portrétu se věnoval v rámci soukromé tvorby. V roce 1958 představil plastiku z pálené hlíny „Markéta“ na výstavě mladé generace Umění mladých výtvarníků Československa (Dům umění, Brno). První jeho samostatná výstava se uskutečnila v dubnu 1960 v pražské galerii Purkyně. Zde vystavoval sérii portrétů svých blízkých a přátel. K tomuto tématu se v budoucnu často vracel. Při portrétování blízkých osob lze nalézt jeho formální vztah k neoklasicismu, ale i vztah k dílu Constantina Brâncușiho nebo Amedea Modiglianiho. Vzhledem ke své specializaci patřil k vyhledávaným autorům pro oficiální zakázky bust a portrétů. V takovém případě vytvářel díla ve zcela realistickém pojetí.
Koncem šedesátých let patřil Bartoš mezi řadu umělců ve skupině Radar, kteří diskusí a experimentováním hledali nové trendy. Někteří autoři dospěli k osobité tvorbě. Jaroslava Bartoše a další však ovlivnila pluralita možností natolik, že nedospěli k ryze osobitým výsledkům. Také proto zůstalo Bartošovo sochařské dílo skryto mezi dalšími autory s podobným směřováním.

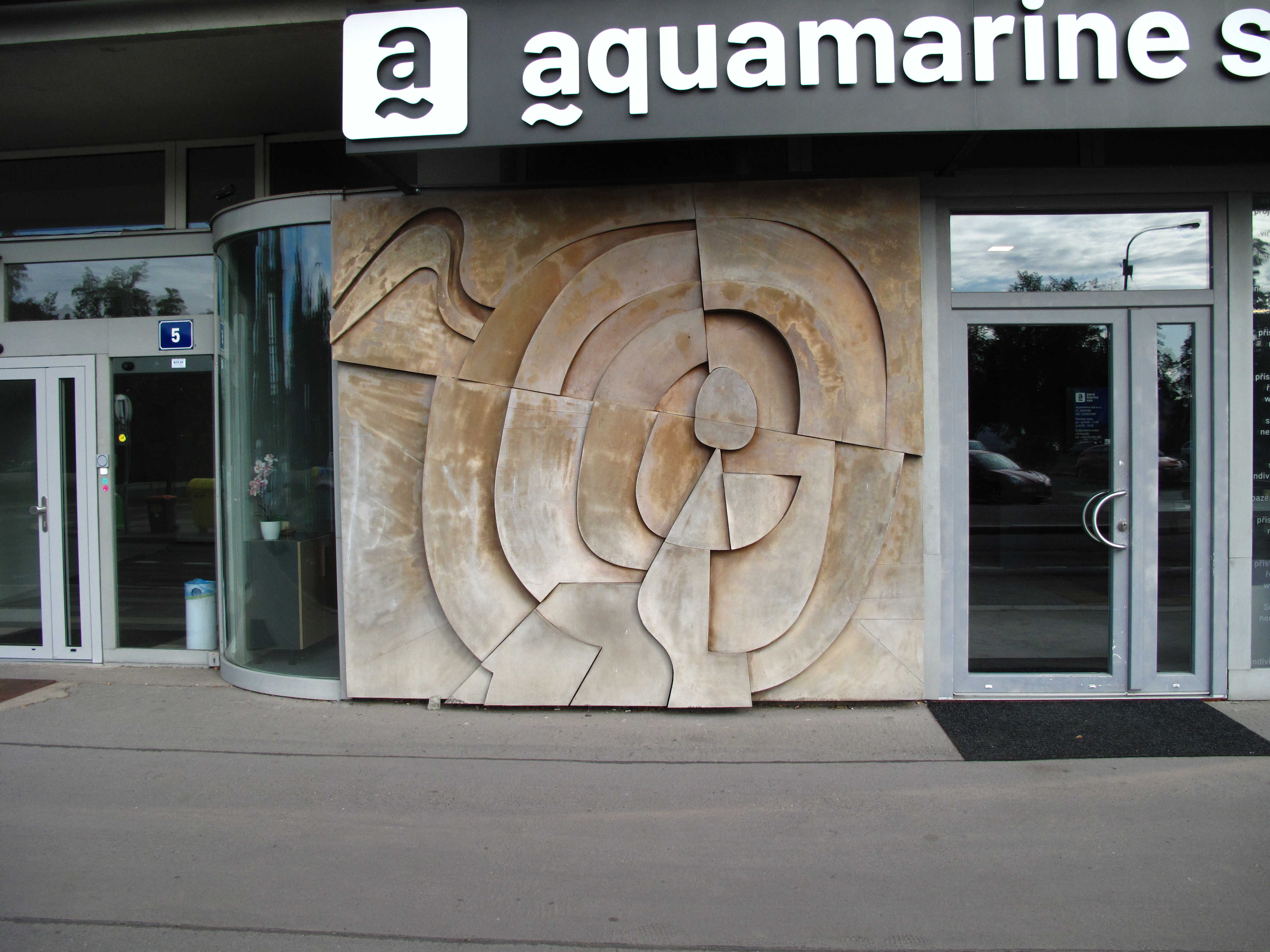
Jaroslav Bartoš, Ražení tunelu metra, reliéf, 1982, Administrativní budova vojenských staveb, Praha

V osmdesátých letech se již intenzivně věnoval malbě, kresbě a grafice. Jeho malířské práce byly inspirovány krajinou a přírodními motivy. Používal surrealistický princip oblých a sytě barevných ploch. Jeho výtvarný projev byl řemeslně kvalitní, ale jeho malířské práce se staly okrajovým příspěvkem ve vývoji současné české malby.